# 24 Oras
24 Oras es un noticiero filipino que se emite por GMA Network. Se trata de un noticiero de la noche se estrenó el 15 de marzo de 2004.

## Presentadores

### Edición de día de semana
- Mel Tiangco
- Emil Sumangil
- Vicky Morales
- Iya Villania (Chika Minute, Lunes a viernes)
- Nathaniel "Mang Tani" Cruz (meteorólogo residente; también aparece de vez en cuando en el fin de semana si el clima es severo)

### Edición de fin de semana
- Pia Arcángel
- Ivan Mayrina
- Nelson Canlas (Chika Minute, Sábado y Domingo)

### Los ex presentadores
- Grace Lee (Chika Minute, Sábado) (transferido a TV5)
- Luanne Dy (Chika Minute, Domingo)